# Graciela (película de 1956)
Graciela es una película en blanco y negro de Argentina dirigida por Leopoldo Torre Nilsson sobre el guion de Arturo Cerretani según la novela Nada, de Carmen Laforet que se estrenó el 10 de mayo de 1956 y que tuvo como protagonistas a Elsa Daniel, Lautaro Murúa, Ilde Pirovano y Alba Mujica. El mismo tema había sido tratado en 1947 en la película española Nada de Edgar Neville con Conchita Montes y Fosco Giachetti.

## Sinopsis
Una joven que llega desde el interior del país para estudiar Filosofía y Letras se aloja en la ciudad en un caserón habitado por una familia en decadencia.

## Reparto
- Elsa Daniel	 ...	Graciela Aliaga
- Lautaro Murúa	 ...	Román Aliaga
- Ilde Pirovano	 ...	La abuela
- Alba Mujica	 ...	Angustias Aliaga
- Ernesto Bianco	 ...	Juan Aliaga
- Alita Román	 ...	Alicia Salgado
- Susana Campos	 ...	Ena Salgado
- Diana Ingro	 ...	Gloria
- Alejandro Rey	 ...	Friend
- Frank Nelson	 ...	Alberto
- Amalia Britos
- Alberto Barcel
- Justo Martínez González
- Lilian Keller
- Beto Gianola
- Mónica Linares

## Comentarios
Roland opinó sobre el filme:

”La aspereza del libro se transmite a la película. Algunas situaciones, algunas frase, muy descarnadas parecen lastimar el oído. La inquietud de Torre Nilsson en el manejo de la imagen es de verdadera trascendencia para el cine argentino. Con Graciela incorpora nuevas influencias de los suecos y de Alf Sjoberg en particular, y depura su lenguaje hasta lograr una permanente sensación de búsqueda.”

Por su parte Manrupe y Portela escriben:

”Bajo contrato con los Mentaasti, Torre Nilsson preanuncia su inmediato futuro: hay un caserón, una niña inocente venida del interior y gente rara que añora el pasado que ya fue. Todo, tratado con un lenguaje visual (influenciado por el cine sueco) que significó el comienzo de un estilo personal y un punto de partida para lo que después sería un nuevo cine argentino.”